# شهرستان راک (ویسکانسین)
شهرستان راک، ویسکانسین (به انگلیسی: Rock County, Wisconsin) یک سکونتگاه مسکونی در ایالات متحده آمریکا است که در ویسکانسین واقع شده‌است.

## خصوصیات
شهرستان راک ۱٬۸۸۰٫۳۴ کیلومترمربع مساحت دارد.